# Harpactirella lapidaria
Harpactirella lapidaria är en spindelart som beskrevs av William Frederick Purcell 1908. Harpactirella lapidaria ingår i släktet Harpactirella och familjen fågelspindlar. Inga underarter finns listade i Catalogue of Life.